# Django: Sangre de mi sangre
Django: Sangre de mi sangre  (también conocida como Django 2) es una película peruana de acción y drama de 2018, dirigido por Aldo Salvini. Protagonizada por Giovanni Ciccia, Aldo Miyashiro, Melania Urbina, Emanuel Soriano, Tatiana Astengo y Sergio Galliani. La cinta fue estrenada el 25 de enero de 2018 en los cines peruanos.
El filme es la secuela de la película de 2002 Django: la otra cara.

## Sinopsis
Orlando Hernández, conocido como "Django", es un afamado asaltante que recobra su libertad, tras estar quince años recluido en un penal, y que ahora quiere mantenerse dentro de la ley para recuperar a su familia. Sin embargo, Freddy Marquina convence a José, hijo de Orlando, para que forme parte de su clan criminal.

## Reparto
- Giovanni Ciccia - Orlando Hernández alias Django, protagonista de la trama, exasaltante de bancos.
- Aldo Miyashiro - Freddy Marquina, villano de la película, padrino de José, narcotraficante y jefe mafioso.
- Emanuel Soriano - José Hernández alias Montana, hijo mayor de Django y Tania, delincuente, trabaja para Freddy Marquina, es novio de Magda.
- Tatiana Astengo - Tania, esposa de Django, madre de Salvador y José.
- Sergio Galliani - Maco, policía. Era amigo de Django en la juventud y fue novio de Tania.
- Melania Urbina - Melissa alias la Chica Dinamita, amante de Orlando y compinche en sus asaltos.
- Stephanie Orúe - Magda, hija de Saxon, novia de Montana.
- Américo Zúñiga - Saxon, amigo de Django, padre de Magda.
- André Silva - Chamaco, delincuente, enemigo de Montana e exinterés amoroso de Magda.
- Brando Gallesi - Salvador, hijo menor de Django y Tania.
- Gonzalo Molina - Viera, policía corrupto, trabaja también para Freddy Marquina.
- Óscar López Arias - Colorao, trabaja para Freddy Marquina, pero da información de este a Maco y a la policía.
- Emilram Cossío - Morote, delincuente, trabaja para Freddy Marquina.
- Óscar Carrillo - Taita Oso, jefe de una banda carcelaria.
- Sandro Calderón - Boquita, delincuente amigo que traicionó a Django.

## Música
La banda sonora fue compuesta por Karin Zielinski. Se grabó con la Orquesta Sinfónica de Bratislava (Eslovaquia), bajo la dirección del maestro David Hernando Rico. [cita requerida]

## Secuela
Aunque en un principio que se pensaba hacer una saga de acción del personaje, más tarde se anunció que Django: Sangre de mi sangre sería la última entrega, haciéndola más como una historia independiente. Sin embargo, Aldo Salvini declaró posteriormente que se encontraba terminando un borrador de Django 3, y que en efecto estaba pensando realizar de un tercer filme, una última entrega con los mismos personajes, con algunos antiguos que volverían a modo de flashback, y también algunas sorpresas. Al respecto, Giovanni Ciccia habló acerca de estar dispuesto a volver a la franquicia, mientras que Yashim Bahamonde dijo estar apoyando a Salvini en el guion que, de materializarse, sería para el año 2020. [cita requerida]

## Premios y nominaciones
| Año  | Premio        | Categoría      | Resultado | Referencias |
| ---- | ------------- | -------------- | --------- | ----------- |
| 2018 | Premios Luces | Mejor película | Nominado  | [ 3 ]       |